# Efecto Baker-Nathan
En química orgánica, el efecto Baker-Nathan es un fenómeno observado con la velocidad de reacción de ciertas reacciones químicas con ciertos sustratos, donde el orden en reactividad no puede ser explicado solamente por un efecto inductivo de los sustituyentes.
Este efecto fue descrito en 1935 por John W. Baker y W. S. Nathan. Examinaron la cinética química de la reacción de la piridina con bromuro de bencilo y con una variedad de bromuros de bencilo con diferentes sustituyentes alquilo en para (el producto de la reacción es una sal de piridinio).
En general, la reacción es facilitada por sustituyentes que liberan electrones (el efecto inductivo), por lo que suele observarse el orden de tert-butilo > isopropilo > etilo > metilo. Sin embargo, el orden observado en esta reacción en particular es metilo > etilo > isopropilo > tert-butilo. En 1935, Baker y Nathan explicaron la diferencia observada en términos de un efecto de conjugación y en años posteriores (1939) mediante hiperconjugación.
Un problema fundamental con el efecto es que las diferencias en el orden observado son relativamente pequeñas, y es difícil medirlas con exactitud. Otros investigadores encontraron resultados similares o resultados muy diferentes. Una explicación alternativa para el efecto es la solvatación diferencial, dado que los órdenes se invierte al pasar de la fase de solución a la fase gaseosa.